# Giovanni Francesco Bonomi
Giovanni Francesco Bonomi (auch Bonhomini oder Bonomigni) (* 6. Dezember 1536 in Cremona; † 26. Februar 1587 in Lüttich) war ein römisch-katholischer Geistlicher, Bischof von Vercelli und Apostolischer Nuntius.

## Leben

### Herkunft und Ausbildung
Giovanni Francesco Bonomi stammte aus einer Cremoneser Patrizierfamilie, studierte Rechtswissenschaften an den Universitäten Bologna und Pavia und wurde zum Dr. iur. utr. promoviert. 1560 wurde er Auditor, 1565 Referendar und schließlich Präfekt der Signatur, einer Vorgängerbehörde der im Jahr 1608 errichteten Apostolischen Signatur; 1566 war er zudem Abt von Nonantola.

### Wirken als Bischof und Nuntius
Am 17. Oktober 1572 ernannte ihn Papst Gregor XIII. zum Bischof von Vercelli. Die Bischofsweihe empfing er am 1. Februar 1573 durch seinen Freund, den später heiliggesprochenen Karl Borromäus, der seit 1565 Erzbischof von Mailand war.
Bonomi hielt Kontakte zu dem katholischen Stanser Landammann Melchior Lussi in der Schweiz. Mit Karl Borromäus bereiste Bonomi im Jahre 1567 das Tessin und 1570 die übrige Schweiz; diese Visitation gilt als der Beginn der Gegenreformation in der Eidgenossenschaft.
1578 wurde Bonomi auf Wunsch von Karl Borromäus von Papst Gregor XIII. als Visitator in das Bistum Como entsandt, visitierte darüber hinaus auch das Veltlin und das Tessin. Von 1579 bis 1581 wirkte er als Apostolischer Nuntius mit besonderen Rechten in der Schweiz, wo er Pfarreien und Klöster in den Diözesen Konstanz, Basel, Chur, Lausanne und Sitten visitierte und die Gründung des Jesuitenkollegs Sankt Michael in Freiburg durch Petrus Canisius betrieb. Bonomi war ein energischer Verfechter der Gegenreformation und der Beschlüsse des Konzils von Trient (1545–1563) und ein Förderer der Jesuiten. Sein Wirken in der Schweiz stieß bei Teilen des Klerus und bei einzelnen Klöstern und bei weltlichen Gewalten auf Widerstand, und selbst die Kurie ermahnte ihn mehrfach zu mehr Milde.
Von 1581 bis 1584 war Bonomi Nuntius am kaiserlichen Hof in Wien, 1582/83 päpstlicher Sondergesandter beim Reichstag zu Augsburg sowie bei der Wahl Ernst von Bayerns zum Erzbischof von Köln, und schließlich von 1584 bis 1587 der erste Ständige Nuntius in Köln; allerdings kann bei ihm noch nicht von einem festen Residenzort gesprochen werden. Bonomis Amtszeit war von einer großen Mobilität gekennzeichnet; in dieser Phase setzte er die Reformbeschlüsse des Trienter Konzils im Rheinland und den Spanischen Niederlanden durch, wobei er selbst Synoden in Lüttich und Mons abhielt. In den Auseinandersetzungen um die Gnadenlehre des Löwener Theologen Michael Bajus suchte er zu vermitteln.
Nach seinem Tod in Lüttich wurde sein Leichnam nach Vercelli überführt und im Dom Sant’Eusebio beigesetzt. Die dauerhafte Errichtung der Nuntiatur in Köln sollte seinem Nachfolger, Ottavio Mirto Frangipani, vorbehalten bleiben.